# Prałatura terytorialna Lábrea
Prałatura terytorialna Lábrea (łac. Territorialis Praelatura Labreanus) – prałatura terytorialna Kościoła rzymskokatolickiego w Brazylii. Należy do metropolii Porto Velho  wchodzi w skład regionu kościelnego Norte 1. Została erygowana przez papieża Piusa XI bullą Imperscrutabili Dei w dniu 1 maja 1925.